# داگلاس، لنارکشر جنوبی
داگلاس (به انگلیسی: Douglas) یک روستا در بریتانیا است که در ۱۲ مایلی جنوب غربی لنارک در لانارکشر جنوبی واقع شده‌است. داگلاس ۱٬۶۲۰ نفر جمعیت دارد. این روستا در کرانهٔ جنوبی رود داگلاس در ساحل غربی اسکاتلند قرار دارد و ادینبرا در شرق آن است. خانواده داگلاس، که در قرن دوازدهم میلادی در اینجا ساکن شد، نام خود را از این مکان گرفته‌است. تنها بازماندهٔ قلعه‌ای که در قرن هفده میلادی ساخته شده، دژ داگلاس، در این روستا قرار دارد.